# 北大西洋露脊鯨
北大西洋露脊鯨（Eubalaena glacialis）是露脊鯨的一種，屬於真露脊鯨屬。目前大約有400條北大西洋露脊鯨生活在北大西洋的海域。就像其他的露脊鯨一樣，可以從頭部上的繭、寬闊而沒有背鰭的背部與拱狀的嘴特徵分辨來牠們。北大西洋露脊鯨的身體是深灰色或黑色，有時在腹部有一些斑點。露脊鯨的斑點是白色的，不是因為皮膚的色素，而是因為大片的鯨虱寄生的緣故。biscayensis（Eschricht, 1860）與nordcaper（Lacepede, 1804）皆為北大西洋露脊鯨的異名。

## 外部連結
- "Whale and Dolphin Conservation Society"（页面存档备份，存于）
- "Giants in the Balance: The Race to Save the North Atlantic Right Whale"
- Hear right whale audio (U. of R.I., Office of Marine Programs)
- Watch video of northern right whales